# Thericles flavoangulatus
Thericles flavoangulatus är en insektsart som beskrevs av Marius Descamps 1977. Thericles flavoangulatus ingår i släktet Thericles och familjen Thericleidae. Inga underarter finns listade i Catalogue of Life.